# 이승우 (변호사)
이승우는 대한민국의 변호사이며 법무법인 법승의 대표 변호사이다. 형사전문, 도산전문 변호사로서 이승우 변호사의 사건파일이라는 책을 출간했다 법승TV 유튜브 채널에도 출연하고 있다

## 주요 학력/경력
- 건국대학교 법학 학사
- 사법연수원 수료(제 37기)
- 서울대학교 법학 전문대학원 최고지도자과정(30기)
- 제47회 사법시험 합격

- 대한변리사 자격 취득
- 대한변호사협회 인권재단발기인
- 탈북난민인권연합 이사 위촉
- 의료변호사회 정회원
- 의료사회복지사협회 자문위원
- (주)럭스퍼트 감사 등 사외 임원
- 서울가정법원 전문직후견인
- 서울동부지방법원 조정위원
- 한국자산관리공사 고문변호사
- 인천보호관찰소 특별범죄예방위원
- 강서경찰서 청소년문화발전위원회 위원
- 관악경찰서 선도심사위원회 전문위원
- 혜화경찰서 경미범죄심사위원회 전문위원
- 서울가정법원 소년보호 사건의 국선보조인
- 2021년 수원가정법원 국선보조인 간담회 발표
- 울산시 규제혁신 역량강화 특강
- 육군 28사단 돌풍여단 감사장
- YTN 라디오 <이승우 변호사의 사건파일> 진행
- TBN 부산교통방송 <출발 부산대행진> 출연 (매주 월요일)
- TBN 경인교통방송 <우리동네변호사> 출연 (매주 화요일)
- TBN 충북교통방송 <생활 속 법률이야기> 출연 (매주 수요일)
- KBS, MBC, SBS, YTN 등 다수의 방송 출연
- <이승우 변호사의 사건파일> 책 출간
- 대한변호사협회 등록 형사전문변호사
- 대한변호사협회 등록 도산전문변호사
- 전) 법산법률사무소 대표 변호사
- 전) 법무법인 한중 변호사
- 전) 법무법인 로시스 변호사
- 법무법인 법승 대표 변호사

## TV프로그램
- SBS 모닝와이드 [날] 방송 출연ㅣ욕설과 소음에 노출된 아이들
- TV조선 뉴스9 [따져보니] 방송 출연ㅣ항명의 기준과 판례는?
- SBS 모닝와이드 [HOT 키워드] 방송 출연ㅣ故이시우 사건 대법원 파기환송
- SBS 모닝와이드 [당혹사 범죄는 일어난다] 방송 출연ㅣ묻지마 범죄
- MBC 실화탐사대 방송 출연ㅣ촉법소년들의 여고생 집단 성폭행
- 연합뉴스TV [뉴스오늘] 코너 인터뷰ㅣ점점 어려지는 강력범죄 연령…소년 재범 악순환
- SBS 모닝와이드 [날] 인터뷰 출연ㅣ사전 투표소 40여 곳에 불법 카메라 설치
- MBC 생방송 오늘 아침 인터뷰 출연ㅣ여행 가서 산 대마 초콜릿 "몰랐어도 처벌"
- SBS 모닝와이드 [날] 인터뷰 출연ㅣ악몽의 1교시 책임은?
- SBS 그것이 알고싶다 인터뷰 출연｜여수 졸음쉼터 살인사건
- KBS 뉴스7 부산 [대담한K] 방송출연｜불안한 노동인권
- MBN 프레스룸 ['野 입법 강행→尹 거부권' 악순환…방탄 가결 땐 부패 오명?] 대한 법률적 소견
- MBN 프레스룸 [시찰단 일정 마무리에도 계속 커지는 의구심] 대한 법률적 소견
- MBN 프레스룸 [빛고을로 향한 정치권…전우원 질문에 文의 대답은?] 대한 법률적 소견
- MBN 프레스룸 ["모든 논란은 저의 책임" 태영호, 최고위원 전격 사퇴] 대한 법률적 소견
- MBN 프레스룸 [검찰 자진 출두 송영길 '나를 구속시켜 주시길'] 대한 법률적 소견
- MBN 프레스룸 [민지숙의 뉴플리: 대통령실의 '사이다'] 대한 법률적 소견
- MBN 생방송 프레스룸 최근 이슈에 대한 법률적 소견 인터뷰
- MBC PD수첩 성매매 알선 관련 인터뷰
- SBS 모닝와이드 차량 운전석 강제탑승 강제치상사건 성립 관련 인터뷰
- SBS 모닝와이드 전장연 지하철 '장애인 이동권' 시위 관련 인터뷰
- TBSeFM 방송 영어 인터뷰
- SBS 모닝와이드 카카오 블랙아웃 피해 보상 관련 인터뷰
- SBS 모닝와이드 특수재물손괴죄 관련 인터뷰
- SBS 모닝와이드 인터뷰
- SBS 모닝와이드 인터뷰
- YTN 생방송뉴스 촉법소년 연령 하향 논란 관련 인터뷰
- MBN 뉴스와이드 강요죄 관련 인터뷰
- MBN 뉴스추적 촉법소년 관련 인터뷰
- SBS 모닝와이드 [고시텔 [방화 위협] 65시간 이상 대치] 인터뷰
- SBS 모닝와이드 [보름간 방치된 6살 아동 사망] 인터뷰
- SBS 모닝와이드 [안전 자산 <금> 사기 사건]인터뷰
- SBS 모닝와이드 [신발로 밟은 오징어? 식품 위생법 위반 TOP3]편 출연
- SBS 모닝와이드 [훔친 명의로 마약성 약물 처방]편 출연
- SBS 모닝와이드 [묻지마폭행 상담]편 출연
- SBS 모닝와이드 날 [지역주택조합 분양사기의혹]편 출연

## 라디오 프로그램
- KBS 1 Radio 《성공예감》 방송 인터뷰ㅣ배달 전문 식당 현실 속 성공하는 자영업자 생존법
- TBN 라디오 '대행찐! 생활법률' / '우리 동네 변호사' / '하이브리드 라디오'
- YTN 라디오 <이승우 변호사의 사건파일> 진행
- BeFM 부산영어방송 인터뷰 출연ㅣ외국인유학생 근로계약서 작성법

## 관련 사이트
- 공식 홈페이지
- 이승우변호사 블로그
- 이승우변호사 부산 블로그
- 법승TV
- 네이버 오디오 클립 - 이승우변호사의 형사 완전 정복